# Háry Lajos
Háry Lajos (Budapest, 1914. november 10. – Marosvásárhely, 1962. június 9.) romániai magyar díszlettervező.

## Életpályája
A Székely Színház alapító tagja, 1946–1962 között díszlettervezője volt.
Az együttes országos viszonylatban is kiemelkedő realista korszakának fontos alkotóművésze. Jó érzékkel óvakodott a túlzott részletezéstől, sikerrel kerülte el a szürkeséget és az egyformaságot.

## Színházi munkái
- Lehár Ferenc: A mosoly országa (1946)
- Békeffi István: Eső után köpönyeg (1946)
- Szirmai Albert: Mézeskalács (1946, 1956)
- Farkas Imre: Iglói diákok (1946)
- Kálmán Imre: A csárdáskirálynő (1946)
- Kacsóh Pongrác: János vitéz (1946)
- Molnár Ferenc: Liliom (1946)
- Strauss: A cigánybáró (1946)
- Jacobi Viktor: Sybill (1946)
- Eisemann Mihály: Egy csók és más semmi (1946)
- Eisemann Mihály: Fekete Péter (1947)
- Kálmán Imre: Bajadér (1947)
- Tóth Ede: A falu rossza (1947)
- Bókay János: Feleség (1947)
- Heltai Jenő: A néma levente (1947, 1956)
- Szirmai Albert: Mágnás Miska (1947)
- Kováts Dezső: Egyiptomi legenda (1947)
- Kálmán Imre: Cirkuszhercegnő (1947)
- Huszka Jenő: Gül baba (1947)
- Schubert-Berté: Három a kislány (1947)
- Fényes Szabolcs: Az utolsó Verebély lány (1947)
- Márai Sándor: Kaland (1947)
- Harsányi Zsolt: A bolond Ásvayné (1947)
- Molnár Ferenc: Marsall (1947)
- Kálmán Imre: Az obsitos (1947)
- Vaszary Gábor: Bubus (1947)
- Katona József: Bánk bán (1947)
- Moliere: A fösvény (1947)
- Bókay János: Szakíts helyettem (1947)
- Eisemann Mihály: Vadvirág (1947)
- Komjáthy Károly: Harapós férj (1947)
- Gárdonyi Géza: A bor (1947)
- Gyöngy Pál: Három ember a hóban (1947)
- Makszim Gorkij: Éjjeli menedékhely (1948)
- John Steinbeck: Egerek és emberek (1948)
- Móricz Zsigmond: Sári bíró (1948)
- Zilahy Lajos: A szűz és a gödölye (1948)
- László Miklós: Illatszertár (1948)
- Berger: Vízözön (1948)
- Gergely Sándor: Vitézek és hősök (1948)
- Szigligeti Ede: A csikós (1948)
- Mikszáth Kálmán: Különös házasság (1949)
- Gorkij: Jegor Bulicsov és a többiek (1949)
- Molière: Tartuffe (1949)
- Móricz Zsigmond: Úri muri (1949)
- Gorkij: Kispolgárok (1949)
- Anton Pavlovics Csehov: Sirály (1951)
- Gogol: A revizor (1952)
- Kiss-Kováts: Vihar a havason (1952)
- Csiky Gergely: Ingyenélők (1953)
- Illyés Gyula: Fáklyaláng (1954)
- Csehov: Három vígjáték (1955)
- Bródy Sándor: A tanítónő (1956)
- Kós Károly: Budai Nagy Antal (1957)
- Szabó Lajos: Menekülés (1957)
- William Shakespeare: A makrancos hölgy (1959)
- Carlo Goldoni: Különös történet (1960)